# 검은백정새

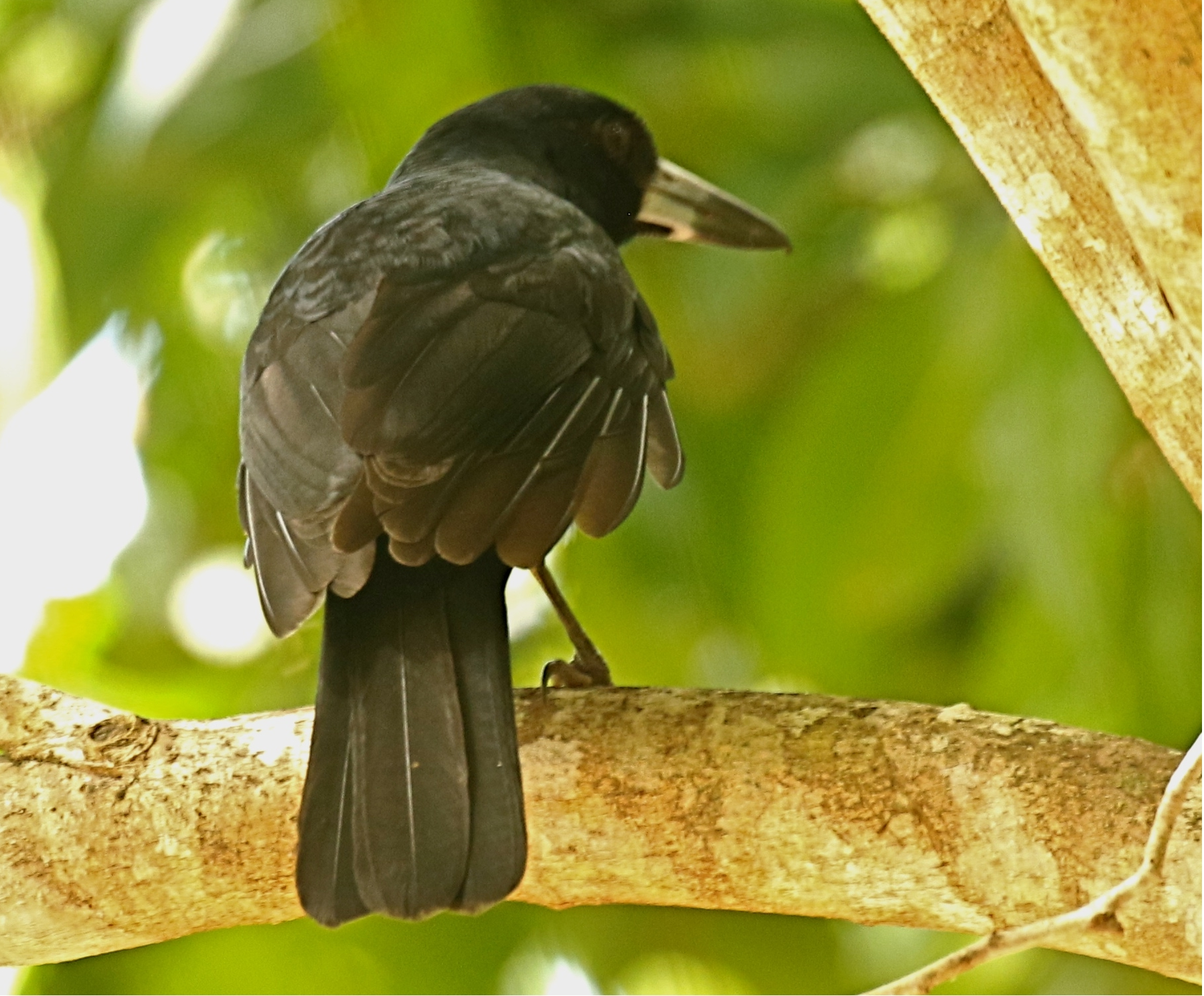
오스트레일리아의 센테네리 공원(Cairns Centenary Lakes)에서 찍은 검은백정새

검은백정새(영어: Black butcherbird)는 숲제비과(Artamidae) 백정새속(Cracticus)에 속한 새다. 학명은 Cracticus quoyi다. 오스트레일리아, 인도네시아, 파푸아뉴기니 등 지역에 분포한다. 아열대 혹은 열대의 건조림, 습한 저지대 산림, 맹그로브림에 서식한다.

## 형태
온 몸이 검은색이며, 부리 끝부분만 회색이다.

## 같이 보기
- 호주까치